# Mișcarea antipornografică

### Obiecții feministe - drepturi civile
Dacă majoritatea argumentelor aduse de această mișcare anti-pornografie s-au lovit de Primul Amendament, care garantează dreptul la liberă exprimare, Catherinne MacKinnon, o feministă activă în aceasta mișcare, aduce în cartea sa “Only Words”, două argumente pentru cenzurarea pornografiei ce au ca fundament dreptul la libera exprimare.
Argumentul reducerii la tăcere Pornografia, în opinia lui MacKinnon, contribuie la crearea unui climat social rigid care inhibă femeile de la o liberă exprimare. În acest climat, opiniile femeilor cântăresc mai puțin sau nici măcar nu sunt luate în seamă atunci când ceea ce spune o femeie contravine imaginii despre femeie creată de pornografie; 
Apoi, pornografia reduce femeile la tăcere făcând ca ceea ce au ele de spus să nu fie înțeles într-un mod greșit, de exemplu prin pornografie s-ar întări opinia generală că atunci când o femeie spune “nu”, în contexte sexuale, ea spune de fapt “da”. “Astfel, pornografia ar împiedica femeile să-și comunice ideile altora, nu împiedicându-le sa vorbească, să “producă sunete”, ci împiedicând aceste sunete să fie înțelese în modul în care sunt ele intenționate.”  
Acest argument merită a fi luat în seamă căci pare a fi un contraargument împotriva liberalilor care susțin că împotriva pornografiei trebuie luptat cu mai multă libertate de exprimare și nu prin cenzură, căci pornografia ar face inutile toate argumentele aduse de feministe în dezbaterea publică.
Argumentul egalității Potrivit autoarei americane dreptul la liberă exprimare trebuie să fie contrabalansat de dreptul la tratament egal (Amendamentul 14 al Constituției Americane), iar momentan balanța este înclinată prea mult în favoarea libertății. 
“Ea spune că felul în care pornografia este ofensatoare – portretizând femeile drept victime umile care găsesc plăcere în tortură și mutilare – contribuie la oportunitățile inegale pe care femeile le au în societatea americană, și astfel contrazic valorile ce ar fi trebuit sa fie apărate de dreptul la un tratament egal.”  Există un drept la liberă exprimare, însă acesta este adeseori limitat și în cazuri de discriminare rasială – un afiș într-un magazin pe care sa scrie “doar albi” este pe bună dreptate interzis, și asta pentru că oamenii au un drept fundamental la tratament egal. MacKinnon consideră că măsuri similare ar trebui luate și împotriva pornografiei. “Dacă pornografia contribuie la subordonarea generală a femeilor prin portretizarea lor drept obiecte sexuale sau servile, atunci eliminarea pornografiei poate fi apărată pe baza faptului ca servește egalității de oportunitate cu toate că reprezintă o restricție asupra libertății” 
Argumentele liberale anti-cenzurării pornografiei Însă o serie de obiecții au fost ridicate la argumentele propuse de Mackinnon; Ronald Dworkin aduce un contraargument de tipul pantei alunecoase, prezentând excesele pe care o legislație anti-pornografie le-ar presupune: argumentul reducerii la tăcere presupune ca toată lumea – pană la cel mai grav tip de fanatism – “are dreptul la atâta atenție și respect din partea celorlalți încât să se simtă încurajat sa vorbească liber și să i se garanteze că va fi corect înțeles” , imaginați-vă, continuă el, un creaționist care ar avea astfel, o pretenție legitimă în a cere statului să interzică publicarea de cărți și filme ce recomanda teoria evoluției pe motiv ca ii cauzează libertății lui de exprimare prin faptul că nu mai este crezut sau că este privit cu scepticism. 
Cel de-al doilea argument ar cere ca doar acele grupuri care se simt victimele dezavantajelor dintr-o societate -  nu ar trebui sa fie supuse tipului de insulte, hărțuire sau abuz ce a contribuit la acel dezavantaj, ceea ce ar însemna ca filme precum “Negustorul din Veneția”, caricaturi, parodii ale diverselor minorități sexuale etc. să fie interzise pentru că perpetuează un tip de inegalitate socială.
Pentru Dworkin argumentul anti-pornografie pe baza dreptului la un tratament egal se face vinovat de confuzia dintre libertatea pozitivă și cea negativă , argumentul lui este că Primul Amendament asigură toată egalitatea necesară neexcluzând pe nimeni în a-și exprima opinia, oricât de jignitoare sau de disprețuit ar fi aceasta; nimeni nu poate fi condamnat pentru opiniile sale, pentru ceea ce crede el și nici nu poate fi oprit în a încerca să influențeze morala comună prin opiniile și alegerile sale doar pentru că acestea contravin cu opiniile și gusturile celor ce au puterea politică.
Libertatea de exprimare trebuie apărată nu pentru că nu ar putea răni sau aduce prejudicii, sau pentru că nu ar putea avea consecințe negative ci pentru că, în general, exprimarea simbolică, oricât de dăunătoare lasă un spațiu intre cel ce o comunică și cel ce o primește: un spațiu pentru contestare, pentru a contraargumenta prin propriile cuvinte și imagini.”Deși prin exprimare se poate, și deseori se întâmplă ca o structură dominantă sa fie susținută […] lăsând loc pentru opoziție, ea [exprimarea] nu reușește să impună supunerea.”